# Crinitz
Crinitz é um município da Alemanha, situado no distrito de Elbe-Elster, no estado de Brandemburgo. Tem 21,83 km² de área, e sua população em 2019 foi estimada em 1.164 habitantes.